# David Ajala
David Ajala (* 21. května 1986 Londýn, Spojené království) je britský herec.
Narodil se v Londýně, je jorubského původu. V roce 2006 začal hrát v divadle, téhož roku debutoval i ve filmu. V menších rolích se objevil například ve snímcích Temný rytíř (2008), Rychle a zběsile 6 (2013) či Jupiter vychází (2015). Od roku 2007 působí také v televizi, tehdy hrál v hlavní roli v seriálu Dream Team. Později se v hlavních rolích představil také v seriálech Trexx and Flipside (2008), Black Box (2014), Beowulf: Návrat do Shieldlandu (2016), Falling Water (2016–2018), Nightflyers (2018) a Star Trek: Discovery (od 2020), hostoval například v seriálu Pán času, působil také v seriálu Supergirl.